# Akson Studio
Akson Studio – polska wytwórnia filmów fabularnych, dokumentalnych, spektakli teatralnych i programów telewizyjnych.
Firma istnieje od 1992 roku. Ma swoją siedzibę w Warszawie. Jej założycielem i prezesem jest Michał Kwieciński.

## Najważniejsze produkcje
| - Atak paniki (2016), reż. Paweł Maślona - Bez wstydu (2012), reż. Filip Marczewski - Biała sukienka (2003), reż. Michał Kwieciński - Drzazgi (2009), reż. Maciej Pieprzyca - Jak narkotyk (1999), reż. Barbara Sass - Joanna (2010), reż. Feliks Falk - Jutro idziemy do kina (2007), reż. Michał Kwieciński - Katyń (2007), reż. Andrzej Wajda - Miłość jest wszystkim (2018), reż. Michał Kwieciński - Miasto 44 (2014), reż. Jan Komasa - Powidoki (2016), reż. Andrzej Wajda - Skrzydlate świnie (2010), reż. Anna Kazejak - Solidarność, Solidarność... (2005) - Statyści (2006), reż. Michał Kwieciński - Tatarak (2009), reż. Andrzej Wajda - To musi być miłość (2021), reż. Michał Rogalski - Wałęsa. Człowiek z nadziei (2013), reż. Andrzej Wajda - Wenecja (2010), reż. Jan Jakub Kolski - Wyrok na Franciszka Kłosa (2000), reż. Andrzej Wajda - W lesie dziś nie zaśnie nikt (2020), reż. Bartosz Kowalski - W lesie dziś nie zaśnie nikt 2 (2021), reż. Bartosz Kowalski | - 1670 (2023) - 2XL (2013) - Apetyt na życie (2010) - Bodo (2016) - Belle Epoque (2017) - Bulionerzy (2004–2006) - Chichot losu (2010) - Czas honoru (2008–2014) - Determinator (2007) - Hotel 52 (2010–2013) - Kiedy ślub? (2023) - Linia życia (2011) - Lipowo. Zmowa milczenia (2023) - Magda M. (2005–2007) - Mąż czy nie mąż (2015) - Miasto Mrozów (2025) - Misja Afganistan (2012) - Niania w wielkim mieście (2017) - O mnie się nie martw (2014–2020) - Oficer (2004–2005) - Oficerowie (2006) - Przepis na życie (2011–2013) - Przyjaciółki (od 2012) - Rezydencja (2011) - Rodzina zastępcza (1999–2009) - Sama słodycz (2014) - Sexify (od 2020) - Sprawiedliwi (2009) - Szadź (2020–2024) - Teraz albo nigdy! (2008–2009) - To nie ze mną (2022–2023) - Trzeci oficer (2008) - Twarzą w twarz (2007–2008) - Wojenne dziewczyny (2017–2021) - Zatoka szpiegów (od 2024) - Zawsze warto (2019–2020) |